# Anastasia Savchenko
Anastasia Savchenko (née le 8 avril 1989) est une athlète russe, spécialiste du saut à la perche.

## Biographie
Elle se classe huitième des Championnats d'Europe espoirs 2009 de Kaunas, et termine à la sixième place de l'édition 2011, à Ostrava.
En 2012, Anastasia Savchenko porte son record personnel en salle à 4,52 m, avant de se classer dixième des Championnats du monde en salle d'Istanbul avec un saut à 4,45 m. Début mai, elle remporte le concours du Qatar Athletic Super Grand Prix, première étape de la Ligue de diamant 2012, en établissant un nouveau record personnel avec 4,57 m. Elle améliore ce record quelques jours plus tard en franchissant une barre à 4,60 m lors du meeting de Daegu.

## Palmarès
| Date | Compétition                    | Lieu     | Résultat | Marque |
| ---- | ------------------------------ | -------- | -------- | ------ |
| 2009 | Championnats d'Europe espoirs  | Kaunas   | 8e       | 4,15 m |
| 2011 | Championnats d'Europe espoirs  | Ostrava  | 6e       | 4,20 m |
| 2011 | Universiade                    | Shenzhen | 13e      | 4,10 m |
| 2012 | Championnats du monde en salle | Istanbul | 10e      | 4,45 m |
| 2012 | Championnats d'Europe          | Helsinki | 4e       | 4,50 m |
| 2013 | Championnats d'Europe en salle | Göteborg | 5e       | 4,37 m |
| 2013 | Universiade                    | Kazan    | 1re      | 4,60 m |
| 2013 | Championnats du monde          | Moscou   | 5e       | 4,65 m |
| 2014 | Championnats du monde en salle | Sopot    | 11e      | 4,45 m |

## Records
| Épreuve          | Épreuve   | Marque | Lieu   | Date            |
| ---------------- | --------- | ------ | ------ | --------------- |
| Saut à la perche | Plein air | 4,73 m | Yerino | 15 juin 2013    |
| Saut à la perche | En salle  | 4,71 m | Moscou | 21 février 2013 |